# Faith World Tour
The Faith World Tour fue la gira de conciertos de apoyo popular masivo del álbum Faith de George Michael.

## Historia
George Michael se embarcó en su gira mundial masiva en 1988. En la lista de conjunto del espectáculo había un par de canciones de la época de Wham! ("Everything She Wants" y "I'm Your Man") y algunas canciones tradicionales como "Lady Marmalade" o "Play That Funky Music". En Los Ángeles, George se unió al escenario de Aretha Franklin para cantar el dueto de "I Knew You Were Waiting (For Me)". Durante la gira, nuevos sencillos de Faith que siguieron lanzándose alcanzaron el puesto #1 ("One More Try", "Monkey"), otra ("Kissing a Fool") alcanzó el puesto #5 en los Estados Unidos, confirmando definitivamente a Michael el estatus de megaestrella.
El Faith tour inició en febrero de 1988, tomando su ruta a una fecha de apertura trascendental en el estadio Budokan de Tokio, y luego a un público extasiado en Australia, Europa y América del Norte. En junio, George interrumpió la gira para cantar tres canciones en el estadio de Wembley, por el Concierto de Libertad de Nelson Mandela.
Michael también encabezó el Billboard Year-End de 1988 en las listas de los Estados Unidos con su álbum Faith y el sencillo del mismo título. De acuerdo con la RIAA, él fue el artista más vendido del año 1988 en los Estados Unidos.

## Temas interpretados
| Primera parte |
| --- |
| 1. "I Want Your Sex (Part I & II)" 2. "Hard Day" 3. "Father Figure" 4. "I'm Your Man" 5. "Everything She Wants" 6. "A Different Corner" 7. "Faith" 8. "Monkey" 9. "Hand to Mouth" 10. "One More Try" 11. "I Knew You Were Waiting (For Me)" 12. "Careless Whisper" 13. "I Want Your Sex (Part III)" |

| Segunda parte |
| --- |
| 1. "Hard Day" 2. "Everything She Wants" 3. "I'm Your Man" 4. "A Different Corner" 5. "Love's in Need of Love Today" 6. "Father Figure" 7. "One More Try" 8. "Faith" 9. "I Knew You Were Waiting (For Me)" 10. "Careless Whisper" 11. "Lady Marmalade" 12. "I Want Your Sex" |

| Tercera parte |
| --- |
| 1. "I Want Your Sex (Part I & II)" 2. "Hard Day" 3. "Father Figure" 4. "I'm Your Man" 5. "Love's in Need of Love Today" 6. "Everything She Wants" 7. "A Different Corner" 8. "Faith" 9. "Monkey" 10. "Hand to Mouth" 11. "Play That Funky Music" 12. "One More Try" 13. "I Knew You Were Waiting (For Me)" 14. "Look at Your Hands" 15. "Careless Whisper" 16. "Lady Marmalade" 17. "I Want Your Sex (Part III)" |

| Cuarta parte |
| --- |
| 1. "I Want Your Sex" 2. "Faith" 3. "Hard Day" 4. "Everything She Wants" 5. "I'm Your Man" 6. "A Different Corner" 7. "Love's in Need of Love Today" 8. "Father Figure" 9. "One More Try" 10. "I Knew You Were Waiting (For Me)" 11. "Lady Marmalade" 12. "Careless Whisper" |

## Destinos de la gira
| Fecha                     | Ciudad             | País/Estado    | Lugar                           |
| ------------------------- | ------------------ | -------------- | ------------------------------- |
| Asia/Oceanía/Norteamérica |                    |                |                                 |
| 19 de febrero de 1988     | Tokio              | Japón          | Nippon Budokan                  |
| 20 de febrero de 1988     | Tokio              | Japón          | Nippon Budokan                  |
| 21 de febrero de 1988     | Tokio              | Japón          | Nippon Budokan                  |
| 23 de febrero de 1988     | Osaka              | Japón          | Osaka-jō Hall                   |
| 24 de febrero de 1988     | Osaka              | Japón          | Osaka-jō Hall                   |
| 26 de febrero de 1988     | Nagoya             | Japón          | Rainbow Hall                    |
| 28 de febrero de 1988     | Tokio              | Japón          | NHK Hall                        |
| 29 de febrero de 1988     | Yokohama           | Japón          | Yokohama Cultural Gymnasium     |
| 4 de marzo de 1988        | Auckland           | Nueva Zelanda  | Western Springs Stadium         |
| 8 de marzo de 1988        | Perth              | Australia      | Entertainment Centre            |
| 9 de marzo de 1988        | Perth              | Australia      | Entertainment Centre            |
| 11 de marzo de 1988       | Adelaida           | Australia      | Monumento Drive                 |
| 12 de marzo de 1988       | Adelaida           | Australia      | Monumento Drive                 |
| 13 de marzo de 1988       | Canberra           | Australia      | Bruce Stadium                   |
| 14 de marzo de 1988       | Canberra           | Australia      | Bruce Stadium                   |
| 17 de marzo de 1988       | Sídney             | Australia      | Sídney Entertainment Centre     |
| 18 de marzo de 1988       | Sídney             | Australia      | Sídney Entertainment Centre     |
| 19 de marzo de 1988       | Sídney             | Australia      | Sídney Entertainment Centre     |
| 21 de marzo de 1988       | Sídney             | Australia      | Sídney Entertainment Centre     |
| 23 de marzo de 1988       | Brisbane           | Australia      | Brisbane Entertainment Centre   |
| 24 de marzo de 1988       | Brisbane           | Australia      | Brisbane Entertainment Centre   |
| 26 de marzo de 1988       | Melbourne          | Australia      | Sports and Entertainment Centre |
| 27 de marzo de 1988       | Melbourne          | Australia      | Sports and Entertainment Centre |
| 28 de marzo de 1988       | Melbourne          | Australia      | Sports and Entertainment Centre |
| 30 de marzo de 1988       | Melbourne          | Australia      | Sports and Entertainment Centre |
| 31 de marzo de 1988       | Melbourne          | Australia      | Sports and Entertainment Centre |
| 2 de abril de 1988        | Melbourne          | Australia      | Sports and Entertainment Centre |
| 5 de abril de 1988        | Honolulu           | Hawái          | NBC Arena                       |
| 6 de abril de 1988        | Honolulu           | Hawái          | NBC Arena                       |
| Europe                    |                    |                |                                 |
| 12 de abril de 1988       | Róterdam           | Holanda        | Ahoy                            |
| 13 de abril de 1988       | Róterdam           | Holanda        | Ahoy                            |
| 14 de abril de 1988       | Róterdam           | Holanda        | Ahoy                            |
| 16 de abril de 1988       | Róterdam           | Holanda        | Ahoy                            |
| 18 de abril de 1988       | París              | Francia        | Le Zenith                       |
| 21 de aril de 1988        | Oslo               | Noruega        | Drammenshallen                  |
| 22 de abril de 1988       | Gotemburgo         | Suecia         | Scandinavium                    |
| 23 de abril de 1988       | Gotemburgo         | Suecia         | Scandinavium                    |
| 25 de abril de 1988       | Helsinki           | Finlandia      | Ishallen                        |
| 27 de abril de 1988       | Copenhague         | Dinamarca      | Valbyhallen                     |
| 28 de abril de 1988       | Copenhague         | Dinamarca      | Valbyhallen                     |
| 29 de abril de 1988       | Hamburgo           | Alemania       | Sporthalle                      |
| 30 de abril de 1988       | Hamburgo           | Alemania       | Sporthalle                      |
| 2 de mayo de 1988         | Berlín             | Alemania       | Deutschlandhalle                |
| 4 de mayo de 1988         | Dortmund           | Alemania       | Westfalenhalle                  |
| 6 de mayo de 1988         | Fráncfort del Meno | Alemania       | Festhalle                       |
| 7 de mayo de 1988         | Stuttgart          | Alemania       | Schleyerhalle                   |
| 9 de mayo de 1988         | Fráncfort del Meno | Alemania       | Festhalle                       |
| 11 de mayo de 1988        | Múnich             | Alemania       | Olympiahalle                    |
| 12 de mayo de 1988        | Viena              | Austria        | Stadthalle                      |
| 14 de mayo de 1988        | Verona             | Italia         | Verona Arena                    |
| 16 de mayo de 1988        | Milán              | Italia         | Milan Arena                     |
| 17 de mayo de 1988        | Milán              | Italia         | Milan Arena                     |
| 20 de mayo de 1988        | Roma               | Italia         | Paleur                          |
| 21 de mayo de 1988        | Verona             | Italia         | Stadio Bentegodi                |
| 23 de mayo de 1988        | Zúrich             | Suiza          | Hallenstadion                   |
| 24 de mayo de 1988        | Zúrich             | Suiza          | Hallenstadion                   |
| 26 de mayo de 1988        | Lyon               | Francia        | Palais des Sports de Gerland    |
| 27 de mayo de 1988        | Montpellier        | Francia        | Le Zenith                       |
| 30 de mayo de 1988        | París              | Francia        | Palais des Sports               |
| 31 de mayo de 1988        | París              | Francia        | Palais des Sports               |
| 1 de junio de 1988        | París              | Francia        | Palais des Sports               |
| 2 de junio de 1988        | Hamburgo           | Alemania       | Sporthalle                      |
| 3 de junio de 1988        | Hamburgo           | Alemania       | Sporthalle                      |
| 5 de junio de 1988        | Dortmund           | Alemania       | Westfallenhalle                 |
| 6 de junio de 1988        | Stuttgart          | Alemania       | Schleyerhalle                   |
| 10 de junio de 1988       | Londres            | Reino Unido    | Earls Court Exhibition Centre   |
| 11 de junio de 1988       | Londres            | Reino Unido    | Earls Court Exhibition Centre   |
| 12 de junio de 1988       | Londres            | Reino Unido    | Earls Court Exhibition Centre   |
| 14 de junio de 1988       | Londres            | Reino Unido    | Earls Court Exhibition Centre   |
| 15 de junio de 1988       | Londres            | Reino Unido    | Earls Court Exhibition Centre   |
| 16 de junio de 1988       | Londres            | Reino Unido    | Earls Court Exhibition Centre   |
| 18 de junio de 1988       | Glasgow            | Reino Unido    | SECC                            |
| 19 de junio de 1988       | Glasgow            | Reino Unido    | SECC                            |
| 23 de junio de 1988       | Birmingham         | Reino Unido    | NEC                             |
| 24 de junio de 1988       | Birmingham         | Reino Unido    | NEC                             |
| 25 de junio de 1988       | Birmingham         | Reino Unido    | NEC                             |
| 29 de junio de 1988       | Belfast            | Irlanda        | King's Hall                     |
| 1 de julio de 1988        | Dublín             | Irlanda        | RDS                             |
| 8 de julio de 1988        | Copenhague         | Dinamarca      | Valbyhallen                     |
| 10 de julio de 1988       | Leysin             | Suiza          | Rock Festival                   |
| 12 de julio de 1988       | Amberes            | Bélgica        | Sportpaleis                     |
| 15 de julio de 1988       | Róterdam           | Holanda        | Feijenoord Stadion              |
| 18 de julio de 1988       | Viareggio          | Italia         | Sports Stadium                  |
| 20 de julio de 1988       | Frejus             | Francia        | Les Arenes                      |
| 21 de julio de 1988       | Frejus             | Francia        | Les Arenes                      |
| 23 de julio de 1988       | Barcelona          | España         | Estadi de Sarrià                |
| 27 de julio de 1988       | Madrid             | España         | Plaza de Toros de Las Ventas    |
| 28 de julio de 1988       | Madrid             | España         | Plaza de Toros de Las Ventas    |
| Norteamérica              |                    |                |                                 |
| 6 de agosto de 1988       | Washington D. C.   | Estados Unidos | Capital Centre                  |
| 7 de agosto de 1988       | Washington D. C.   | Estados Unidos | Capital Centre                  |
| 9 de agosto de 1988       | Filadelfia         | Estados Unidos | Spectrum                        |
| 10 de agosto de 1988      | Filadelfia         | Estados Unidos | Spectrum                        |
| 11 de agosto de 1988      | Hartford           | Estados Unidos | Civic Center                    |
| 14 de agosto de 1988      | Nueva York         | Estados Unidos | Madison Square Garden           |
| 15 de agosto de 1988      | Nueva York         | Estados Unidos | Madison Square Garden           |
| 16 de agosto de 1988      | Nueva York         | Estados Unidos | Madison Square Garden           |
| 19 de agosto de 1988      | Mansfield          | Estados Unidos | Great Woods Amphitheater        |
| 20 de agosto de 1988      | Mansfield          | Estados Unidos | Great Woods Amphitheater        |
| 21 de agosto de 1988      | East Rutherford    | Estados Unidos | Meadowlands Arena               |
| 23 de agosto de 1988      | Montreal           | Canadá         | Estadio Olímpico                |
| 25 de agosto de 1988      | Ottawa             | Canadá         | Lansdowne Park                  |
| 27 de agosto de 1988      | Toronto            | Canadá         | CNE Stadium                     |
| 29 de agosto de 1988      | Detroit            | Estados Unidos | The Palace of Auburn Hills      |
| 30 de agosto de 1988      | Detroit            | Estados Unidos | The Palace of Auburn Hills      |
| 1 de septiembre de 1988   | Pittsburgh         | Estados Unidos | Civic Arena                     |
| 3 de septiembre de 1988   | Cleveland          | Estados Unidos | Richfield Coliseum              |
| 6 de septiembre de 1988   | Chicago            | Estados Unidos | Rosemont Horizon                |
| 7 de septiembre de 1988   | Chicago            | Estados Unidos | Rosemont Horizon                |
| 9 de septiembre de 1988   | East Troy          | Estados Unidos | Alpine Valley Music Theatre     |
| 11 de septiembre de 1988  | Lexington          | Estados Unidos | Rupp Arena                      |
| 13 de septiembre de 1988  | Saint Paul         | Minnesota      | Civic Arena                     |
| 17 de septiembre de 1988  | Denver             | Estados Unidos | Fiddler's Green Amphitheater    |
| 18 de septiembre de 1988  | Denver             | Estados Unidos | Fiddler's Green Amphitheater    |
| 23 de septiembre de 1988  | Seattle            | Estados Unidos | Tacoma Dome                     |
| 25 de septiembre de 1988  | Vancouver          | Canadá         | Pacific National Exhibition     |
| 27 de septiembre de 1988  | Mountain View      | California     | Shoreline Amphitheater          |
| 28 de septiembre de 1988  | Mountain View      | California     | Shoreline Amphitheater          |
| 29 de septiembre de 1988  | Mountain View      | California     | Shoreline Amphitheater          |
| 2 de octubre de 1988      | Los Ángeles        | Estados Unidos | The Fórum                       |
| 3 de octubre de 1988      | Los Ángeles        | Estados Unidos | The Fórum                       |
| 4 de octubre de 1988      | Los Ángeles        | Estados Unidos | The Fórum                       |
| 7 de octubre de 1988      | Irvine             | California     | Irvine Meadows                  |
| 8 de octubre de 1988      | Irvine             | California     | Irvine Meadows                  |
| 9 de octubre de 1988      | Irvine             | California     | Irvine Meadows                  |
| 11 de octubre de 1988     | San Diego          | California     | Sports Arena                    |
| 14 de octubre de 1988     | Dallas             | Texas          | Texas Stadium                   |
| 16 de octubre de 1988     | Houston            | Texas          | The Summit                      |
| 18 de octubre de 1988     | Nueva Orleans      | Luisiana       | Louisiana Superdome             |
| 21 de octubre de 1988     | Atlanta            | Georgia        | Fulton County Stadium           |
| 23 de octubre de 1988     | Orlando            | Florida        | Citrus Bowl                     |
| 26 de octubre de 1988     | Tampa              | Florida        | Tampa Stadium                   |
| 29 de octubre de 1988     | Miami              | Florida        | Orange Bowl                     |
| 31 de octubre de 1988     | Pensacola          | Florida        | Civic Center                    |
| Europa                    |                    |                |                                 |
| 1 de julio de 1989        | Madrid             | España         | Plaza de Toros de las Ventas    |
| 4 de julio de 1989        | Málaga             | España         | Estadio de la Rosaleda          |
| 6 de julio de 1989        | Barcelona          | España         | Estadio de Sarrià               |

- Datos: Q3738486
- Multimedia: Faith World Tour / Q3738486